# Chlorhexidin
Chlorhexidine, còn được gọi là chlorhexidine gluconate (CHG), là một chất khử trùng và sát trùng được sử dụng để khử trùng da trước khi phẫu thuật và khử trùng dụng cụ phẫu thuật. Nó có thể được sử dụng để khử trùng da của bệnh nhân và tay của bác sĩ/y tá. Nó cũng được sử dụng để làm sạch vết thương, ngăn ngừa mảng bám răng, điều trị nhiễm trùng nấm men, và giữ cho ống thông tiết niệu khỏi bị nghẹt. Nó được sử dụng dưới hình thức chất lỏng hoặc bột.
Các tác dụng phụ có thể bao gồm kích ứng da, đổi màu răng và phản ứng dị ứng. Nó có thể gây ra vấn đề về mắt nếu tiếp xúc trực tiếp với mắt. Sử dụng chất này khi mang thai tỏ ra an toàn. Chlorhexidine có thể được pha trộn trong dung dịch rượu, nước hoặc chất hoạt động bề mặt. Nó có hiệu quả chống lại một loạt các vi sinh vật, nhưng không làm bất hoạt bào tử.
Chlorhexidine được đưa vào sử dụng trong những năm 1950. Nó nằm trong Danh sách các loại thuốc thiết yếu của Tổ chức Y tế Thế giới, các loại thuốc an toàn nhất và hiệu quả nhất cần thiết trong một hệ thống y tế. Chlorhexidine có sẵn tại các quầy bán thuốc. Chi phí bán buôn ở các nước đang phát triển là khoảng 2,20 đến 4,10 USD/lít dung dịch 5%. Tại Vương quốc Anh số tiền cho chi phí NHS khoảng £ 4.80.

## Các ứng dụng
Chlorhexidine được sử dụng trong các sản phẩm khử trùng như dung dịch khử trùng da và tay, trong mỹ phẩm như kem dưỡng, kem đánh răng, nước hoa hồng và chất khử mùi, cũng như trong các sản phẩm dược phẩm như nước mắt kháng khuẩn, băng bó vết thương và nước súc miệng khử trùng. Một đánh giá Cochrane năm 2019 cho biết dựa trên chứng cứ rất hạn chế, chưa rõ liệu việc tắm bằng chlorhexidine có giảm nguy cơ nhiễm khuẩn trong bệnh viện, tỷ lệ tử vong, thời gian nằm viện tại phòng chăm sóc tích cực hay gây ra phản ứng da nhiều hơn hay không cho những người bệnh nặng.
Trong lĩnh vực nha khoa, chlorhexidine được sử dụng để rửa kênh nướu và làm vật liệu chứa trong kênh nướu. Tuy nhiên, trong hầu hết các nước phát triển, chlorhexidine đã được thay thế bằng chất tẩy trắng natri hypochlorit trong quá trình làm sạch kênh nướu.

### Tính chất chống khuẩn
Chlorhexidine có tác dụng chống lại các vi khuẩn Gram dương và Gram âm, cả vi khuẩn có thể sống dưới môi trường có hoặc không cần oxy, và các loại nấm. Nó đặc biệt hiệu quả đối với vi khuẩn Gram dương (ở nồng độ ≥ 1 μg/L). Đối với vi khuẩn Gram âm và nấm, cần có nồng độ cao hơn (từ 10 đến hơn 73 μg/mL). Tuy nhiên, chlorhexidine không có hiệu quả đối với các loại virus poliovirus và adenovirus. Hiệu quả đối với các loại virus herpes vẫn chưa được xác định rõ ràng.
Có bằng chứng mạnh cho thấy chlorhexidine hiệu quả hơn povidone-iodine trong việc ngăn ngừa nhiễm trùng sau phẫu thuật sạch. Có chứng cứ cho thấy nó là chất kháng khuẩn hiệu quả trong phẫu thuật cánh tay trên.
Dữ liệu meta trong nhiều thập kỷ cho thấy hiệu quả của chlorhexidine chống lại các vi sinh vật gây nhiễm trùng vùng mổ không thay đổi, phủ nhận những lo ngại về sự kháng thuốc mới xuất hiện.

### Sử dụng trong nha khoa

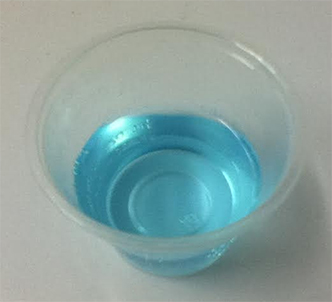
Dung dịch Perichlor chứa Chlorhexidine gluconate 0.12%

Việc sử dụng nước súc miệng chứa CHG kết hợp với việc chăm sóc răng thông thường có thể giúp giảm sự tích tụ mảng bám và cải thiện tình trạng viêm nướu nhẹ. Tuy nhiên, chưa có đủ chứng cứ để xác định tác dụng trong viêm nướu vừa đến nặng. Việc sử dụng nước súc miệng có chứa chlorhexidine có một số tác dụng phụ bao gồm gây tổn thương niêm mạc miệng, làm mất màu răng, tạo mảng bám vôi răng và làm giảm vị giác. Mảng bám bên ngoài trên răng xảy ra khi sử dụng nước súc miệng chlorhexidine trong vòng 4 tuần trở lên.
Đã phát triển các nước súc miệng chứa chlorhexidine giúp làm mất màu răng ít hơn so với dung dịch thông thường, trong đó có nhiều sản phẩm chứa chất kẽm hoá trị để cân bằng.
Chlorhexidine là một cation tương tác với các thành phần âm điện của kem đánh răng, như natri lauryl sulfate và natri monofluorophosphate, và tạo thành muối có khả năng hòa tan thấp và hoạt tính kháng khuẩn giảm. Do đó, để tăng hiệu quả chống mảng bám của chlorhexidine, "có vẻ tốt nhất là thời gian giữa đánh răng và súc miệng bằng CHX [chlorhexidine] nên lâu hơn 30 phút, cẩn thận gần 2 giờ sau khi đánh răng".

### Sử dụng ngoài da
Chlorhexidine gluconate được sử dụng như một chất làm sạch da trong quá trình rửa tay trước phẫu thuật, làm sạch vết thương trên da, chuẩn bị da trước phẫu thuật và rửa tay chống khuẩn. Nước mắt chứa chlorhexidine đã được sử dụng để điều trị cho mắt bị ảnh hưởng bởi bệnh Acanthamoeba keratitis.
Chlorhexidine rất hiệu quả trong việc chăm sóc dây rốn và đang được sử dụng rộng rãi trên thế giới, đặc biệt là trong các quốc gia nghèo như Nepal. Một đánh giá Cochrane năm 2015 đã đưa ra bằng chứng chất lượng cao cho thấy, trong môi trường cộng đồng, việc sử dụng chlorhexidine để làm sạch da hoặc chăm sóc dây rốn có thể giảm nguy cơ mắc bệnh viêm nhiễm dây rốn (viêm nhiễm vùng rốn) và tỷ lệ tử vong của trẻ sơ sinh lần lượt là 50% và 12%.

## Tác dụng phụ
CHG gây tác động đến tai; nếu được đặt vào tai có màng nhĩ rách, nó có thể gây khiếm thính.
CHG không đáp ứng các tiêu chuẩn hiện tại của Châu Âu về chất khử trùng tay. Theo điều kiện kiểm tra tiêu chuẩn Châu Âu EN 1499, không tìm thấy sự khác biệt đáng kể về hiệu quả giữa dung dịch 4% chlorhexidine digluconate và xà phòng. Tại Hoa Kỳ, trong khoảng thời gian từ 2007 đến 2009, Trung tâm Y tế Quân đội Hunter Holmes McGuire đã tiến hành một nghiên cứu ngẫu nhiên nhóm và kết luận rằng việc tắm hàng ngày cho bệnh nhân trong đơn vị chăm sóc cấp cứu bằng khăn ướt ngâm chlorhexidine gluconate giảm nguy cơ mắc nhiễm trùng trong bệnh viện.
Hiện vẫn chưa rõ liệu tiếp xúc kéo dài trong nhiều năm có khả năng gây ung thư hay không. Cơ quan Quản lý Thực phẩm và Dược phẩm Hoa Kỳ khuyến nghị hạn chế việc sử dụng nước rửa miệng chứa chlorhexidine gluconate trong vòng tối đa sáu tháng.
Khi bị nuốt phải, CHG khó được hấp thụ trong đường tiêu hóa và có thể gây kích ứng dạ dày hoặc buồn nôn. Nếu bị hít vào phổi ở nồng độ đủ cao, như báo cáo trong một trường hợp, nó có thể gây tử vong do nguy cơ cao mắc hội chứng suy hô hấp cấp tính.

## Cơ chế hoạt động
Ở pH sinh lý, muối chlorhexidine phân ly và giải phóng ion cation chlorhexidine có điện tích dương. Hiệu ứng diệt khuẩn xảy ra do phân tử cation này kết hợp với tường vi khuẩn mang điện tích âm. Ở nồng độ thấp, chlorhexidine có tác dụng ức chế sự phát triển của vi khuẩn (hiệu ứng kháng khuẩn); ở nồng độ cao hơn, nó gây phá hủy màng tế bào dẫn đến tử vong của vi khuẩn.

## Tính chất hóa học
Chlorhexidine là một chất polybiguanide cationic (bisbiguanide).

## Vô hiệu hóa
Chlorhexidine bị vô hiệu hóa khi tạo thành các muối không tan với các hợp chất âm điện, bao gồm các chất bề mặt âm điện thường được sử dụng làm chất tẩy rửa trong kem đánh răng và nước súc miệng, các chất làm đặc âm điện như carbomer, và các chất nhũ hoá âm điện như acrylates/C10-30 alkyl acrylate crosspolymer, cùng với nhiều hợp chất khác. Vì lý do này, nước súc miệng chứa chlorhexidine nên được sử dụng ít nhất 30 phút sau khi sử dụng các sản phẩm nha khoa khác.

## Tổng hợp
Cấu trúc của chlorhexidine được xây dựng dựa trên hai phân tử proguanil được nối với một "spacer" hexamethylenediamine.

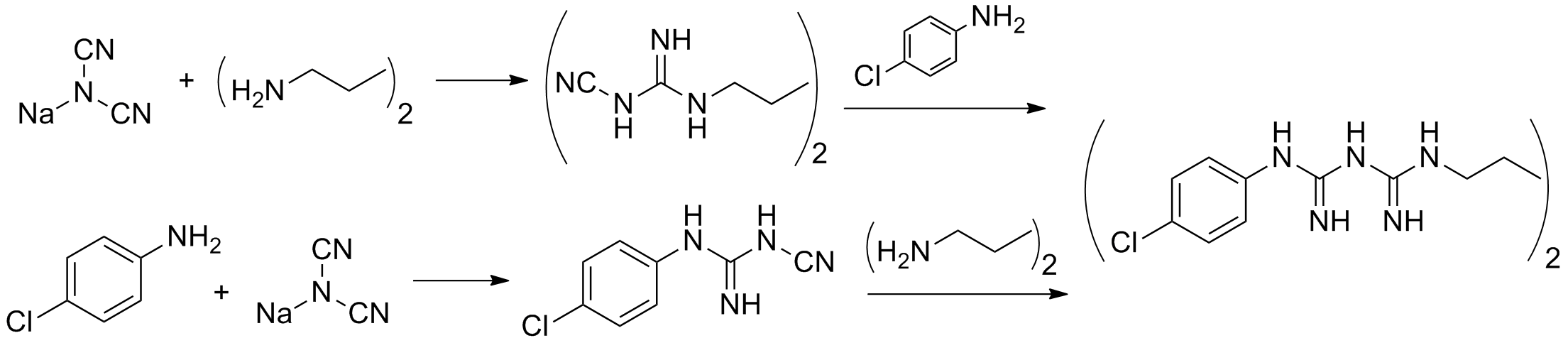
Hai con đường tổng hợp chlorhexidine: (1954 thuộc I.C.I.). Các hợp chất được đánh số (...)_{2} là các hexanes có các nhóm thế.

## Xã hội và văn hóa

### Thương hiệu
Chlorhexidine dạng ngoài da được bán dưới các thương hiệu như Betasept, Biopatch, Calgon Vesta, ChloraPrep One-Step, Dyna-Hex, Hibiclens, Hibistat Towelette, Scrub Care Exidine, Spectrum-4 và nhiều thương hiệu khác.
Nước súc miệng chứa chlorhexidine gluconate được bán dưới các thương hiệu như Dentohexin, Paroex, Peridex, PerioChip, Corsodyl và Periogard, cùng nhiều thương hiệu khác.

## Thú y
Ở động vật, chlorhexidine được sử dụng để khử trùng vết thương bề mặt và điều trị các nhiễm trùng da. Các sản phẩm khử trùng dựa trên chlorhexidine cũng được sử dụng trong ngành chăn nuôi bò sữa.
Việc sử dụng các sản phẩm chứa chlorhexidine ở mèo đã được liên kết với vấn đề về hô hấp sau phẫu thuật.